# Italienische Nacht (Film)
Italienische Nacht ist eine deutsche Fernseh-Verfilmung des gleichnamigen Theaterstücks von Ödön von Horváth, das 1931 uraufgeführt wurde.

## Handlung
Die Handlung des Films folgt der literarischen Vorlage:
Deutschland in den frühen 1930er Jahren: In einer kleinen Stadt möchte der Ortsverein eines republikanisch gesinnten politischen Vereins in einem Gartenlokal ein Fest unter dem Motto Italienische Nacht feiern. Der gemäßigt linke Vorsitzende, Stadtrat Alfons Ammetsberger, gerät in Konflikt mit Martin, dem Anführer der jüngeren und radikaleren Mitglieder. Als bekannt wird, dass der Wirt das Gasthaus für den Nachmittag desselben Tages für die Ortsgruppe der Faschisten reserviert hat, wollen Martin und seine Anhänger das Fest boykottieren, indem sie nicht tanzen und später am Abend die fröhliche Stimmung stören.
Karl, einer der Anhänger Martins, wird von diesem mit Misstrauen beobachtet, da er wegen seiner häufig wechselnden Frauenbeziehungen sich zu wenig politisch engagiert. Dass er kein Arbeiter, sondern ein Künstler aus einer bürgerlichen Familie ist, macht ihn zusätzlich verdächtig. Seine neueste Eroberung, Leni, interessiert sich nicht für Politik, er will sie jedoch zum Fest mitnehmen.
Martin bespricht mit seiner Freundin Anne, dass diese sich an einen der Faschisten heranflirtet, um deren Pläne auszuspionieren. Als die Faschisten bemerken, dass ein paar ihrer linken Feinde das Denkmal des ehemaligen Monarchen mit roter Farbe beschmiert haben, wollen sie die Italienische Nacht stürmen und die Republikaner verprügeln.
Am Abend steigt das Fest, und Martin und seine Anhänger fordern eine radikalere und schlagkräftigere Ausrichtung des Vereins: Sie verstehen nicht, wie man sich bei Musik und Tanz vergnügen kann, anstatt sich zu bewaffnen, während die Faschisten sich mit Nachtübungen auf einen gewaltsamen Zusammenstoß vorbereiten. Ammetsberger schließt Martin aus dem Verein aus, und so verlässt er mit seinem Gefolge aus Protest die Italienische Nacht. Dass Karl mit Leni den Tanzboykott gebrochen hat, ist für Martin eine Unzuverlässigkeit zu viel, und er schließt ihn aus der Gruppe aus. Für Karl zeichnet sich eine gemeinsame Zukunft mit Leni ab: Sie hat etwas Geld geerbt und möchte mit ihm einen Kolonialwarenladen eröffnen.
Beim Fest wird die Stimmung immer schlechter, doch ein harter Kern um Alfons Ammetsberger und seine Frau Adele, die von ihm ständig erniedrigt und herumkommandiert wird, will sich keine Blöße geben und bis zur Polizeistunde durchhalten. Doch dann wird das Lokal von den Faschisten umstellt. Ammetsberger und seinen Genossen drohen nun Prügel, obwohl sie mit der Farbschmiererei nichts zu tun haben. Der Anführer der Faschisten, ein ehemaliger Reichswehr-Major, diktiert Ammetsberger ein Schreiben, in dem dieser ehrenwörtlich erklären soll, er sei ein „ganz gewöhnlicher Schweinehund“. Ammetsberger weigert sich, und zum ersten Mal traut sich auch Adele das Wort zu ergreifen, um ihren Mann zu verteidigen. Im letzten Moment tauchen Martin und seine Anhänger wieder auf, und in der folgenden Prügelei können sie die Faschisten in die Flucht schlagen. Anne hatte Martin überzeugt, dass er seine Genossen nicht im Stich lassen kann. Der eben noch so ängstliche Alfons ist nach dieser Rettung gleich wieder obenauf und resümiert, mit Männern wie ihm an der Spitze sei die Republik sicher und könne ruhig schlafen – worauf Martin resigniert bemerkt: „Gute Nacht.“

## Produktion
Der Film ist eine Produktion des Bayerischen Rundfunks und wurde am 17. März 1966 zum ersten Mal ausgestrahlt.